# Vinceria
Vinceria è un genere di terapsidi estinti, appartenente ai dicinodonti. Visse nel Triassico medio (Ladinico, circa 242 - 240 milioni di anni fa) e i suoi resti fossili sono stati ritrovati in Sudamerica.

## Descrizione
Questo animale era di dimensioni medio-grandi se rapportato ad altri dicinodonti, e poteva forse arrivare a 1,8 metri di lunghezza. Come tutti i dicinodonti, Vinceria era dotato di un cranio robusto terminante in un grosso becco simile a quello di una tartaruga. Vinceria era simile a Lystrosaurus, ma possedeva un cranio più basso e squadrato, come quello dell'affine Tetragonias. Era presente una cresta parietale che implicava l'esistenza di forti muscoli delle fauci. Le aperture palatali verso le narici interne erano più grandi rispetto a quelle dei dicinodonti del Permiano.

## Classificazione
Vinceria è considerato un rappresentante basale dei kannemeyeriiformi, il grande gruppo specializzato di dicinodonti del Triassico. In particolare, secondo le analisi più recenti Vinceria sarebbe un membro della famiglia Shansiodontidae, comprendente i kannemeyeriiformi più basali. 
Il genere Vinceria venne istituito nel 1969 da José Bonaparte, sulla base di resti fossili ritrovati in terreni del Triassico medio nella formazione Cerro de las Cabras, nella provincia di Mendoza in Argentina; la specie tipo è Vinceria andina. A questo genere è stata in seguito attribuita anche la specie V. vieja, nota per fossili provenienti dal gruppo Puesto Viejo; inizialmente considerate risalenti al Triassico medio, le rocce di Puesto Viejo sono state in seguito attribuite all'inizio del Triassico superiore (Ottone et al., 2014). La specie Kannemeyeria argentinensis, descritta inizialmente da Bonaparte nel 1965 e anch'essa di Puesto Viejo, è stata a volte attribuita al genere Vinceria; ricerche più recenti indicano una stretta parentela con Kannemeyeria, anche se in un genere a sé stante (Acratophorus) sia per quest'ultima specie sia per V. vieja.